# Michael Mørkøv
Michael Mørkøv Christensen (Kokkedal, 30 aprile 1985) è un ex pistard ed ex ciclista su strada danese.
Su pista ha vinto la medaglia d'oro ai Giochi olimpici 2020 nell'americana, quattro titoli mondiali e numerose Sei giorni; su strada, professionista dal 2009 al 2024 si è aggiudicato una tappa alla Vuelta a España 2013.

## Palmarès

### Pista
- 2004

Campionati danesi, Corsa a punti
- 2005

UIV Cup Stoccarda Under-23 (con Marc Hester)
UIV Cup Berlino Under-23 (con Marc Hester)
Campionati europei, Americana Under-23 (con Alex Rasmussen)
UIV Cup Amsterdam Under-23 (con Marc Hester)
Classifica generale UIV Cup Under-23
- 2006

Campionati danesi, Americana (con Alex Rasmussen)
4ª prova Coppa del mondo 2005-2006, Inseguimento a squadre (Sydney, con Casper Jørgensen, Jens-Erik Madsen e Alex Rasmussen)
4ª prova Coppa del mondo 2005-2006, Americana (Sydney, con Alex Rasmussen)
Campionati danesi, Corsa a punti
- 2007

3ª prova Coppa del mondo 2006-2007, Americana (Los Angeles, con Alex Rasmussen)
Sei giorni di Grenoble (con Alex Rasmussen)
Campionati danesi, Americana (con Alex Rasmussen)
- 2008

4ª prova Coppa del mondo 2007-2008, Americana (Copenaghen, con Alex Rasmussen)
Campionati danesi, Inseguimento a squadre (con Nikola Aistrup, Casper Jørgensen e Jacob Moe Rasmussen)
Campionati danesi, Scratch
Campionati danesi, Corsa a punti
Sei giorni di Grenoble (con Alex Rasmussen)
Campionati danesi, Americana (con Alex Rasmussen)
- 2009

Sei giorni di Copenaghen (con Alex Rasmussen)
Campionati del mondo, Inseguimento a squadre (con Alex Rasmussen, Jens-Erik Madsen, Michael Faerk Christensen e Casper Jørgensen)
Campionati del mondo, Americana (con Alex Rasmussen)
Sei giorni di Gand (con Alex Rasmussen)
Campionati danesi, Americana (con Alex Rasmussen)
- 2010

Sei giorni di Berlino (con Alex Rasmussen)
Sei giorni di Copenaghen (con Alex Rasmussen)
Sei giorni delle Rose (con Alex Rasmussen)
Campionati danesi, Americana (con Alex Rasmussen)
- 2011

Sei giorni di Copenaghen (con Alex Rasmussen)
Campionati danesi, Omnium
Campionati danesi, Americana (con Alex Rasmussen)
- 2012

Sei giorni di Amsterdam (con Pim Ligthart)
- 2013

Sei giorni di Copenaghen (con Lasse Norman Hansen)
- 2015

Sei giorni di Copenaghen (con Alex Rasmussen)
Sei giorni di Gand (con Iljo Keisse)
- 2017

Sei giorni di Copenaghen (con Lasse Norman Hansen)
- 2018

Sei giorni di Copenaghen (con Kenny De Ketele)
1ª prova Coppa del mondo 2018-2019, Americana (Saint-Quentin-en-Yvelines, con Lasse Norman Hansen)
- 2019

Campionati europei, Americana (con Lasse Norman Hansen)
Coppa del mondo 2019-2020, Americana (Minsk, con Lasse Norman Hansen)
- 2020

Campionati del mondo, Americana (con Lasse Norman Hansen)
- 2021

Giochi olimpici, Americana (con Lasse Norman Hansen)
Campionati del mondo, Americana (con Lasse Norman Hansen)
Ballerup, Americana (con Lasse Norman Hansen)

### Strada
- 2008 (Team GLS - Pakke Shop, una vittoria)

2ª tappa Giro del Capo (Durbanville > Durbanville)
- 2013 (Team Saxo-Tinkoff, due vittorie)

Campionati danesi, Prova in linea
6ª tappa Vuelta a España (Guijuelo > Cáceres)
- 2015 (Tinkoff-Saxo, una vittoria)

6ª tappa Giro di Danimarca (Hillerød > Frederiksberg)
- 2018 (Quick-Step Floors, una vittoria)

Campionati danesi, Prova in linea
- 2019 (Deceuninck - Quick Step, una vittoria)

Campionati danesi, Prova in linea

#### Altri successi
- 2006 (Team GLS Cycling)

Criterium di Skive
Criterium di Glasgow
- 2008 (Team GLS - Pakke Shop)

Criterium di Viborg
- 2010 (Saxo Bank)

Criterium di Herning
Brøndby CC/KCK-Herlev-løbet
- 2011 (Saxo Bank - Sungard)

Criterium di Charlottenlund
Fyen Rundt
Challenge Sprint Pro
- 2012 (Team Saxo Bank - Tinkoff Bank)

Criterium di Ringsted
Sparekassen Himmerland Grand Prix
Criterium di Roskilde
- 2019 (Deceuninck - Quick Step)

1ª tappa Hammer Limburg (Vals > Drielandenpunt)
2ª tappa Hammer Limburg (Sittard-Geleen > Sittard-Geleen)
Classifica generale Hammer Limburg

## Piazzamenti

### Grandi Giri
- Giro d'Italia

2010: 129º
2011: 156º
2018: 107º
2022: non partito (7ª tappa)
- Tour de France

2012: 93º
2014: 134º
2016: ritirato (8ª tappa)
2019: 152º
2020: 130º
2021: 138º
2022: fuori tempo massimo (15ª tappa)
2023: 150º
2024: non partito (12ª tappa)
- Vuelta a España

2013: 128º
2017: 137º
2018: 148º
2020: 120º

### Classiche monumento
- Milano-Sanremo

2011: 154º
2012: 98º
2013: 123º
2014: ritirato
2016: 54º
2017: 73º
- Giro delle Fiandre

2011: 90º
2012: ritirato
2013: ritirato
2015: ritirato
2016: 29º
2017: 73º
2024: ritirato
- Parigi-Roubaix

2012: 59º
2013: 103º
2014: 52º
2015: 29º
2016: 50º
2017: ritirato
2024: non partito

### Competizioni mondiali
- Campionati del mondo su pista

Los Angeles 2005 - Americana: 8º
Los Angeles 2005 - Inseg. a squadre: 9º
Bordeaux 2006 - Americana: ritirato
Palma di Maiorca 2007 - Inseg. a squadre: 3º
Palma di Maiorca 2007 - Americana: 8º
Manchester 2008 - Americana: 3º
Pruszków 2009 - Inseguimento a squadre: vincitore
Pruszków 2009 - Americana: vincitore
Ballerup 2010 - Americana: 4º
Berlino 2020 - Americana: vincitore
Roubaix 2021 - Americana: vincitore
Saint-Quentin-en-Yvelines 2022 - Americana: 11º
Glasgow 2023 - Americana: 5º
Ballerup 2024 - Americana: 3º
- Campionati del mondo su strada

Salisburgo 2007 - In linea Under-23: 81º
Melbourne 2010 - Cronometro Elite: 31º
Melbourne 2010 - In linea Elite: ritirato
Copenaghen 2011 - Cronometro Elite: 47º
Copenaghen 2011 - In linea Elite: 18º
Limburgo 2012 - Cronosquadre: 13º
Toscana 2013 - Cronosquadre: 9º
Ponferrada 2014 - In linea Elite: ritirato
Richmond 2015 - In linea Elite: 78º
Doha 2016 - Cronosquadre: 8º
Doha 2016 - In linea Elite: ritirato
Bergen 2017 - Cronosquadre: 9º
Bergen 2017 - In linea Elite: 75º
Yorkshire 2019 - In linea Elite: ritirato
Wollongong 2022 - In linea Elite: 55º
Glasgow 2023 - In linea Elite: ritirato
- Giochi olimpici

Pechino 2008 - Inseg. a squadre: 2º
Pechino 2008 - Americana: 6º
Londra 2012 - Inseg. a squadre: 5º
Tokyo 2020 - Americana: vincitore
Parigi 2024 - In linea: 59º
Parigi 2024 - Americana: 3º

### Competizioni europee
- Campionati europei su strada

Herning 2017 - In linea Elite: 67º
Glasgow 2018 - In linea Elite: 18º
Alkmaar 2019 - In linea Elite: 5º
Monaco di Baviera 2022 - In linea Elite: 33º
Drenthe 2023 - In linea Elite: 70º
- Campionati europei su pista

Fiorenzuola d'Arda 2005 - Corsa a punti Under-23: 5º
Atene 2006 - Corsa a punti Under-23: 3º
Danimarca 2006 - Americana Elite: 9º
Olanda 2008 - Derny Elite: 3º
Apeldoorn 2011 - Inseguimento a squadre Elite: 2º
Apeldoorn 2011 - Americana Elite: 8º
Apeldoorn 2019 - Americana Elite: vincitore
Apeldoorn 2024 - Americana Elite: 3°